# Asterophragmina
Asterophragmina es un género de foraminífero bentónico de la familia Discocyclinidae, de la superfamilia Nummulitoidea, del suborden Rotaliina y del orden Rotaliida. Su especie tipo es Pseudophragmina (Asterophragmina) pagoda. Su rango cronoestratigráfico abarca desde el Bartoniense (Eoceno medio) hasta el Priaboniense (Eoceno superior).

## Clasificación
Asterophragmina incluye a la siguiente especie:
- Asterophragmina pagoda